# ビッグケーヒル
『ビッグケーヒル』（Cahill U.S. Marshal）は1973年のアメリカ合衆国の映画。
アンドリュー・V・マクラグレン監督の作品で、出演はジョン・ウェインなど。撮影はメキシコのデュランゴで行われた。

## ストーリー
テキサス州の連邦保安官のケーヒル（ジョン・ウェイン）は、二人の息子、17才のダニーと11才のビリー・ジョーを持ち、やもめ暮らしである。
父親が留守がちで、すね気味の二人の息子は、フレイザー(ジョージ・ケネディ)率いる3人組みの悪漢に銀行強盗の仲間になることを持ちかけられ、承諾してしまう。捜索の過程で、父親の連邦保安官は、誤って別の4人を逮捕し、この4人は、冤罪で絞首刑になろうとする。
息子二人は、改心、自首し、父親と共に、真犯人の4人と闘う。真犯人4人は、射殺され、息子二人は、父親の下で、保護観察処分程度の裁きで決着することを予測させて幕を閉じる。

## キャスト
| 役名           | 俳優                 | 日本語吹替 |
| 役名           | 俳優                 | テレビ朝日版 |
| -------------- | -------------------- | --- |
| ケーヒル       | ジョン・ウェイン     | 納谷悟朗 |
| フレーザー     | ジョージ・ケネディ   | 小林清志 |
| ダニー         | ゲイリー・グライムズ | 水島裕 |
| ビリー・ジョー | クレイ・オブライエン | 松田辰也 |
| ライトフット   | ネヴィル・ブランド   | 西田昭市 |
| 不明 その他    |                      | 千田光男 渡部猛 寺島幹夫 二又一成 田中康郎 飯塚昭三 大久保正信 藤本譲 野島昭生 塚田正昭 亀井三郎 北村弘一 荘司美代子 川浪葉子 幹本雄之 |
|                |                      | |
| 演出           | 演出                 | 高桑慎一郎 |
| 翻訳           | 翻訳                 | 宇津木道子 |
| 効果           | 効果                 | 大野義信 |
| 調整           | 調整                 | 山田太平 |
| 制作           | 制作                 | 千代田プロダクション |
| 解説           | 解説                 | 淀川長治 |
| 初回放送       | 初回放送             | 1980年4月13日 『日曜洋画劇場』 |

## スタッフ
- 監督：アンドリュー・V・マクラグレン
- 脚色：ハリー・ジュリアン・フィンク、リタ・M・フィンク
- 原作：バーニー・スレイター
- 製作：マイケル・ウェイン
- 撮影：ジョセフ・バイロック
- 音楽：エルマー・バーンスタイン
- 編集：ロバート・シンプソン
- 字幕：高瀬鎮夫